# Esther Eneutseak
Esther Eneutseak (1877-1961) fue una intérprete y actriz inuk. Originaria de Nain, Labrador, actuó en "pueblos inuit" en ferias y circos mundiales, y en películas con su hija, Nancy Columbia Eneutseak. El apellido que ella misma eligió significa "buena persona".

## Exposición Mundial Colombina (1892-1896)
En 1892, Eneutseak y sus padres, Helena y Abile, formaban parte de un grupo de 60 inuit de Labrador que habían sido reclutados para aparecer en una exposición etnológica en la Exposición Universal de Chicago. Tres meses antes de la inauguración oficial de la feria, Eneutseak, que tenía 15 años y estaba embarazada, dio a luz a una hija en Chicago. La niña se llamó Nancy Helena Columbia Palmer en honor a sus abuelas, el nombre oficial de la feria (la Exposición Colombina), y a la socialité Bertha Palmer, a quien los organizadores de la feria habían pedido que fuera la madrina de la niña.
Una disputa sobre las condiciones de vida llevó a que la mayoría de los inuit abandonaran la exposición antes de su inauguración oficial y establecieran su propia "aldea esquimal" fuera del recinto ferial, junto al espectáculo del Lejano Oeste de Buffalo Bill. En lugar de regresar a Labrador después del cierre de la feria en octubre de 1893, la familia inició un espectáculo itinerante, apareciendo en exposiciones, ferias estatales y junto al circo Barnum & Bailey.
Después de varios años en el circuito del carnaval, los padres de Eneutseak decidieron regresar a Labrador en 1896, llevándose a Columbia con ellos. En ese momento, Eneutseak se había casado con Charles Bein y decidió quedarse con él en Nueva York. Poco se sabe de su vida en Nueva York; encontró trabajo como costurera en el Museo Americano de Historia Natural.

## Reunión y gira (1899-1910)
Después de tres años separados, Eneutseak regresó a Labrador en 1899 junto con el promotor Ralph Taber para reclutar a los inuit para realizar una gira por Europa. Un grupo de 30 personas, en su mayoría familiares, incluidos sus padres y su hija, partieron hacia Inglaterra en el barco de vapor Erik en octubre. La compañía actuó como "The Eskimo Encampment" en el Centro de Exposiciones Olympia de Londres durante la temporada de invierno. En primavera se trasladaron a Madrid y luego a Barcelona, aunque parece que Eneutseak regresó a Estados Unidos con su marido en abril. Se reunió con el grupo al año siguiente cuando llegaron a Nueva York para la Exposición Panamericana de 1901 en Búfalo.
Cuando la empresa llegó a su siguiente compromiso en la Exposición Interestatal y de las Indias Occidentales de Carolina del Sur, John Casper Smith se había hecho cargo de las responsabilidades de promoción y, en 1903, se había convertido en el marido de Eneutseak. En 1905 su padre murió en Coney Island y, con el tiempo, el grupo disminuyó a medida que los miembros, incluida su madre, regresaron a Labrador.
El resto de la compañía, formada por Eneutseak, su marido, sus hijos y otros dos hombres que también podrían haber sido parientes, continuó de gira. Aparecieron en la Exposición Alaska-Yukon-Pacific de 1909 (donde Columbia fue elegida "Reina del Carnaval"), y nuevamente en Denver, antes de establecer una atracción permanente de Eskimo Village en Ocean Park, California, en 1910.

## Carrera cinematográfica
Mientras el grupo estaba en Buffalo en 1901, Eneutseak y los demás artistas se convirtieron en los protagonistas de las primeras películas realizadas sobre los inuit. Edison Studios produjo tres cortometrajes de la compañía que actuaron en su pueblo falso en la exposición: "Esquimaux Village", "Esquimaux Game of Snap-the-Whip" y "Esquimaux Leap-Frog". La rival Biograph Company parece haber grabado también a los artistas inuit, pero no ha sobrevivido ninguna grabación.
A finales de la primera década del siglo XX, la popularidad de las exposiciones étnicas estaba disminuyendo, mientras que al mismo tiempo el cine emergía rápidamente como un nuevo formato de medios de comunicación. La familia comenzó a suministrar a los estudios de Hollywood trineos, tiros de perros, pieles y disfraces de su atracción Ocean Park para las populares películas Northern, e incluso aparecieron como extras.
Columbia Eneutseak, que había crecido en el ojo público y para entonces era una atractiva joven de 18 años, estaba siendo elegida para papeles cada vez más destacados, y en 1911 la Selig Polyscope Company filmó The way of the Eskimo (hoy considerada perdida). basado en una historia que ella escribió. Columbia protagonizó la película y Esther Eneutseak interpretó a su madre, y las dos aparecerían en al menos 19 películas, ya sea juntas o por separado. Con frecuencia interpretaban a los inuit o a los indios de las llanuras, y al menos en una ocasión Esther Eneutseak fue elegida para interpretar a una mujer japonesa junto a Sessue Hayakawa.
Eneutseak murió en 1961.